# Io sono un gatto
Io sono un gatto è un romanzo del 1905, il primo dello scrittore giapponese Natsume Sōseki, pseudonimo di Kinnosuke Natsume. In Italia ha avuto la sua prima edizione per Neri Pozza Editore nel 2006.

## Trama
Un gatto abbandonato da cucciolo si introduce in casa di Kushami, dove non viene accolto con grande entusiasmo, al punto da non ricevere mai un nome. La famiglia, composta da padre, madre, tre figlie ed una serva, non è affettuosa con lui, ma lo nutre e qualche volta il padrone lo accarezza, e questo gli basta per sentirsi "Il gatto" padrone di casa. Parla qualche volta con i suoi simili, come il Nero del vetturino e Micetta, che presto gli viene a mancare. Ma il suo passatempo preferito è quello di ascoltare i discorsi del suo padrone quando gli amici vanno a fargli visita.
Diventa così un gatto tuttologo, analizza il comportamento umano, si intende di storia, Grecia antica in particolare, letteratura, medicina e altro ancora.
La trama si snoda attraverso i problemi di Kangetsu, laureato in fisica, ex studente di Kushami che è un professore di inglese al liceo. Il giovane dovrebbe sposare Tomiko, figlia viziata dei coniugi Kaneda, i vicini di casa arroganti e ignoranti, ma ricchi. Le visite di Kangetsu si alternano a quelle di altri amici, tra cui il burlone esteta Meitei, l'uomo d'affari Tatara Sanpei, il poeta Tōfū e personaggi minori. Per difendere il giovane amico dalle mire della famiglia Kaneda il padrone del gatto subisce diverse angherie, che pesano molto al suo spirito poco accomodante e poco intraprendente, dagli insulti dei vicini alle molestie degli studenti del vicino liceo Le Nuvole Calanti.
Attraverso episodi che si intrecciano con la banale vita del suo padrone, il gatto esprime la sua filosofia "felina", arricchendo i suoi discorsi con vere o presunte massime zen.
Il romanzo si conclude con la morte del gatto che, ubriacatosi con la birra di Sanpei, annega nello stagno del giardino.

## Citazioni
"Le zampe dei gatti, ovunque si posino, sono così silenziose che non tradiscono mai la loro presenza, quasi calpestassero il cielo o le nuvole. Sono come un gong suonato sott'acqua o un koto pizzicato in una grotta, sono l'intuizione muta e immediata delle delizie della vita."
"...non capisco, nonostante il mio acume, a cosa serva tutto ciò. Se lo sapessi potrei reagire in qualche modo, ma prendere botte così, senza un motivo, mette in difficoltà sia la padrona che me le dà, sia me che le prendo. Non avendo ottenuto per due volte il risultato desiderato, il mio padrone, un po' irritato, insiste:
"Dagli una botta che lo faccia miagolare, ti dico!"
"E cosa ci guadagni, dopo averlo fatto miagolare?" chiede la moglie con aria annoiata, dandomi un colpo un po' più forte. Benché non sappia quale sia lo scopo del padrone, se basta che pianga per farlo contento, posso anche piangere. La sua stupidità è davvero perniciosa, se voleva farmi miagolare, bastava che lo dicesse, non aveva bisogno di ricorrere a sistemi tanto brutali. Né io ho bisogno che mi si ripetano le cose due o tre volte. Perché dare l'ordine di colpirmi, se lo scopo era un altro? L'atto di picchiare dipende da lui, ma la decisione di miagolare dipende da me. È stato molto scorretto da parte sua includere nel suo ordine qualcosa che esula dai suoi poteri, dando per scontato che io obbedissi."
"Gli umani per quanto forti non saranno in auge per sempre. Meglio attendere tranquillamente l'ora dei gatti."

## Edizioni
- Sōseki Natsume, Io sono un gatto, traduzione di Antonietta Pastore, Neri Pozza, 2006,  p. 510, ISBN 88-7305-927-9.

- Sōseki Natsume, Io sono un gatto, traduzione di Antonietta Pastore, Biblioteca Editori Associati di Tascabili BEAT, 2010,  p. 479, ISBN 978-88-6559-022-5.